# نبرد اینو

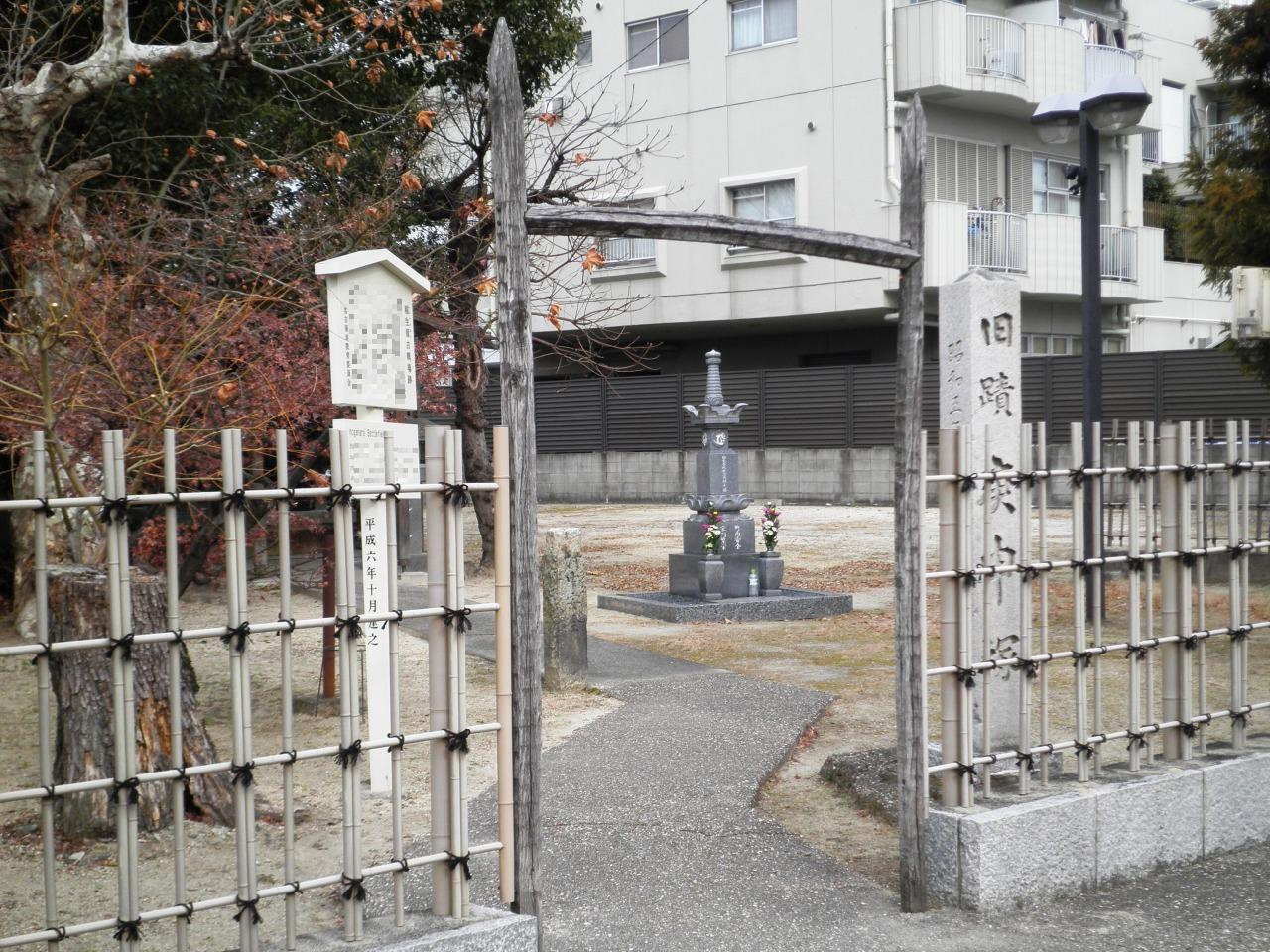
یادبود نبرد اینو

نبرد اینُو (به ژاپنی: 稲生の戦い) یک نبرد در طول دوره سنگوکو (قرن ۱۶) در ژاپن بود. این نبرد بین دو نفر از خاندان اودا، رهبر خاندان اودا نوبوناگا و برادر تنی‌اش اودا نوبویوکی، درگرفت که با حمایت شیباتا کاتسوایه و هایاشی هیده‌سادا، همراه بود و آنها در برابر نوبوناگا شورش کردند. این سه شورشی در نبرد اینو شکست خوردند، اما پس از مداخله دوتا گوزن که مادر هر دو برادر بود، شورشیان عفو شدند. با این حال، در سال بعد، نوبویوکی دوباره برای انجام شورش برنامه‌ریزی می‌کرد. نوبوناگا از این توطئه توسط شیباتا کاتسوایه مطلع شد، وی به دروغی خود را به بیماری زده تا بتواند به نوبویوکی نزدیک شود سپس او را در قلعه کیوسو به قتل رساند.